# Пака (Мислиня)
Пака (словен. Paka) — поселення в общині Мислиня, Регіон Корошка, на півночі Словенії. Поселення розташоване на південній частині пагорбів Погор'я, основна частина населеного пункту - в сусідній общині Витанє.
Висота над рівнем моря 957,5 м.